# 菠菜
菠菜，又名菠薐、鹦鹉菜、红根菜、赤根菜及飛龍菜，是莧科菠菜属的一年生草本植物。性喜冷凉气候，耐寒性强，适于沙壤或粘土壤生长，根和叶子可以食用。菠菜于7世纪左右由尼泊尔传入中国，现已是一道家常菜。菠菜于14世纪左右传入英格兰。菠菜常用来煲汤，凉拌，单炒，和配荤菜合炒或火鍋垫盘。
菠菜一年四季都可以收获，通常春天的菠菜比较嫩小，适合凉拌，而秋天的粗大，比较适合熟食。但是现在有很多温室培养的菠菜，一年到头都是一样的。

## 詞源
菠菜古称“波稜菜”、「頗棱菜」（相傳來自「頗棱國」，但「頗棱國」一詞可能來自尼泊爾語的菠菜“पालुङ्गो”，音［Pāluṅgō］，並非國名）；在閩南與潮汕地區，因“菠薐”音近“飛龍”而被訛為“飛龍菜”。

## 形态
菠菜为一二年生草本。主根发达，肉质根红色，味甜可食；根群主要分布在25～30厘米的土壤表层。基部叶和茎下部叶较大，深绿色；茎上部叶渐次变小，戟形或三角状卵形；叶柄长而肉质。单性花雌雄异株，偶也有雌雄同株；雄花排列成穗状花序，雌花簇生于叶腋。按果实外苞片的构造可分为有刺种和无刺种两个类型。

## 食用

### 營養素
- 菠菜含有維生素A、維生素B、維生素C、維生素D、胡蘿蔔素、蛋白质、鐵、磷、草酸等。維生素B2可以幫助身體吸收其他維生素，而充足的維生素A可以防止感冒[來源請求]。
- 含有菸鹼酸，所以口感略帶澀味。
- 含大量的植物粗纖維，可促進腸道蠕動，利於排便。
- 菠菜雖是含铁較多的蔬菜，但與其他蔬菜差距不大。此外，菠菜中含有抑制鐵的吸收物質，包括高濃度的草酸，它會結合鐵形成草酸亞鐵，使得菠菜中的鐵反而不易被人體吸收。[7]并且，高含量的草酸從身體除去鐵，更抑制了鐵的吸收與利用，因此菠菜中铁的吸收率只有1%。[8]

### 常用菜
- 翡翠羹（菠菜汤）
- 菠菜拌豆腐
- 奶油菠菜
- 清炒菠菜
- 菠菜炒鸡蛋

### 節慶
連橫《臺灣通史》提及「菠薐：種出西域頗陵國，誤為菠薐，或稱赤根菜，臺南謂之長年菜，以度歲須食之也。」臺灣臺南一帶在除夕時，必有煮一盤連根帶葉的菠菜，稱為「長年菜」。

### 注意事項
菠菜的草酸與豆腐分解出的草酸及鈣質，會在腸道結合成草酸鈣，而草酸鈣不被腸道吸收，反而會形成糞石後隨著糞便排出，不會吸收到體內，所以菠菜豆腐湯並不會造成身體結石的問題。
菠菜與莧菜等所含的硝酸鹽及亞硝酸鹽在攝取過量時可能會導致正鐵血紅蛋白血症，又名藍血病，香港曾發生8至10宗小童進食菠菜後出現蛋白血症個案。

## 流行文化
美國漫畫《大力水手》（Popeye the Sailor）因為主角卜派（Popeye）吃完一罐菠菜之後，就會力大無窮，擊敗情敵布魯圖（Bluto）或者其他敵人，所以在該漫畫面世後，令菠菜大受歡迎。

### 書籍
- 陳彥甫. . 康鑑出版社. 2014-03-19. ISBN 5443023438 （中文（臺灣））.

### 資料庫
- 昆明植物研究所. . 《中国高等植物数据库全库》. 中国科学院微生物研究所.   [2009-02-24]. （原始内容存档于2015-04-02）.

## 延伸阅读
[在维基数据编辑]
 《欽定古今圖書集成·博物彙編·草木典·菠薐部》，出自陈梦雷《古今圖書集成》
 《植物名實圖考·菠薐》，出自吳其濬《植物名實圖考》